# 毛利豐元
參數所指定的目標頁面不存在，建議更正成存在頁面或直接建立下列一個頁面（建立前請先搜尋是否有合適的存在頁面可以取代）：
- 毛利豐元 (因幡毛利氏)

毛利豐元（1444年－1476年6月19日）是室町時代在安藝國的國人領主。毛利氏當主。父親是毛利熙元。弟弟有元家。妹妹是山內時通妻。官位是治部少輔。

## 生平
在文安元年（1444年）出生。幼名是松壽丸。接受備後守護山名是豐的偏諱（「豐」字）而改名為豐元。
因為主君是豐在應仁之亂中屬於東軍，於是豐元亦加入東軍並在京都中爭戰。不過因為對東軍側向毛利氏作出的措置不滿，於是在文明3年（1471年）歸國後加入西軍側的有力大名大內政弘一方並取回所領。以後毛利氏就成為大內氏之下的國人領主之一。
鎮壓有東軍支援的德政一揆，還有追擊包圍大內氏在安藝的支配本據鏡山城的東軍等，為大內氏向安藝的勢力擴張作出貢獻。因為這些戰功而被大內政弘賜予西條盆地的一部份成為所領。而且在備後國幫助西軍的山名政豐，與原本的主君‧東軍方的山名是豐軍勢持續激戰，最後將其撃退，於是獲得世羅台地的一部份。
盡力擴大毛利氏勢力的豐元在文明8年（1476年）病死。享年33歳。墓所在廣島縣安藝高田市的吉田郡山城城跡內。